# Verzuimboete
Een verzuimboete is een boete die de Nederlandse Belastingdienst oplegt als de belastingplichtige niet of te laat relevante informatie bij de Belastingdienst meldt. Als sprake is van opzet bij de belastingplichtige kan een vergrijpboete worden opgelegd. De verzuimboete is doorgaans een percentage van het aanslagbedrag, met een minimum en maximum per belastingsoort. Doorgaans wordt bij een verzuim eerst een waarschuwing gegeven door de Belastingdienst.
Een verzuimboete kan bijvoorbeeld worden opgelegd als geen aangifte inkomstenbelasting wordt ingediend terwijl er wel een aangiftebiljet is uitgereikt. Ook als er de plicht rust op de belastingplichtige zaken bij de belastingdienst te melden, bijvoorbeeld een gewijzigd inkomen in verband met een ontvangen toeslag, wordt een verzuimboete opgelegd. Voor ondernemers kan een verzuimboete worden opgelegd wanneer bijvoorbeeld een aangifte loonbelasting te laat wordt ingediend of betaald.
Bij het opleggen van de boete moet door de belastinginspecteur rekening gehouden worden met de wetgeving in Algemene wet bestuursrecht, Algemene wet inzake rijksbelastingen en het Besluit Bestuurlijke Boeten Belastingdienst of het Besluit Bestuurlijke Boeten Belastingdienst/Toeslagen.